# Windows Server 2022
Windows Server 2022 es un sistema operativo producido por Microsoft para su familia de servidores de Microsoft  Windows NT Lanzado bajo la marca Windows Server, basado en Windows 10.
Microsoft lo anuncio entre el 2 de marzo y el 4 de marzo de 2021. Se lanzó comercialmente el 18 de agosto meses antes de Windows 11 .
Windows Server 2022 está basado en el código base "Iron". Tiene similitudes a Windows 10 21H2, pero sus actualizaciones no son compatibles. Al igual que su predecesor, Windows Server 2019, requiere procesadores x64 para su funcionamiento.
Fue sucedido por Windows Server 2025 el 1 de noviembre de 2024 siendo el primer Windows Server basado en Windows 11.

## Historia
Fue anunciado el 22 de febrero de 2021, y agendado para el 2 de marzo. El 3 de marzo, Microsoft comenzó a distribuir versiones preliminares a través de Windows Update. 
Windows Server 2022 se lanzó el 18 de agosto de 2021.  
En junio de 2022, como parte del programa mensual de actualizaciones preliminares de Microsoft  (conocidas como "C uptades"), Microsoft lanzó KB5014665 para corroborar correcciones para Windows Server 2022. La actualización tenía como objetivo solucionar problemas de conectividad con clientes VPN RDP, RRAS, SSTP y puntos de acceso Wi-Fi.

Wikipedia en Windows Server 2022 (La barra de tareas de Windows está visible en la parte inferior).

## Características
Windows Server 2022 tiene las siguientes características: 

### Seguridad
- Arranque de seguridad mejorado a través de TPM 2.0 y System Guard (un componente del antivirus Microsoft Defender) [7]
- Guardia de Credenciales [8]
- Integridad de código protegida por hipervisor (HVCI por sus siglas en ingles) [8]
- Arranque seguro UEFI [5]
- Protección contra ataques cibernéticos a través de DMA [7]
- DNS mediante HTTPS [5]
- Cifrado AES-256 mediante SMB [5]
- SMB sobre QUIC en vez de TCP [7]

### Almacenamiento
- Servicio de migración de almacenamiento (SMS)
- Compresión del tráfico SMB

### Nube
- Capacidades híbridas de Azure

### Software
- Microsoft Edge

## Ediciones
Essentials
- Sólo está disponible a través de socios OEM de Microsoft [9]
- Esta destinado a pequeñas empresas
- Capacidad de 25 usuarios y 50 dispositivos.
- No requiere licencias CAL [10]

Estándar
- Destinado a entornos físicos o VCC débiles
- Solo se consideran utilizables dos máquinas virtuales y un host Hyper-V.[6][11][12]

Centro de datos

- Diseñado para centros de datos altamente virtualizados y entornos de nube

Centro de datos de Azure

- Diseñado para  Microsoft Azure [6]

## Requisitos mínimos
| Hardware                 | Requisito mínimo |
| ------------------------ | --- |
| UPC                      | Procesador x86-64 de 1,4 GHz |
| RAM                      | 512 MB para Server Core o 2 GB para Server con experiencia de escritorio |
| Espacio en el disco duro | Al menos 32 GB de espacio libre |
| Mostrar                  | Resolución de 1024 x 768 píxeles (solo necesaria para ciertas funciones) |
| Red                      | - Un adaptador inalámbrico que admita 802.11, o - Un adaptador Ethernet capaz de alcanzar un rendimiento de al menos 1 Gbit por segundo, o - Tarjeta NIC con un ancho de banda mínimo de 1 Gbit |
| Firmware                 | Sistema basado en UEFI 2.3.1c y firmware que admite arranque seguro (solo requerido para ciertas funciones)                                                                                     |
| Seguridad                | Módulo de plataforma confiable 2.0 (solo se requiere para ciertas funciones) |